# Eupithecia impuncta
Eupithecia impuncta là một loài bướm đêm trong họ Geometridae.